# Havelsee
Havelsee è una città di 3 212 abitanti del Brandeburgo, in Germania.

Appartiene al circondario di Potsdam-Mittelmark ed è parte dell'Amt Beetzsee.
Non esiste alcun centro abitato denominato "Havelsee": si tratta pertanto di un comune sparso.

## Storia
La città di Havelsee venne creata il 1º gennaio 2002 dalla fusione della città di Pritzerbe con i comuni di Briest, Fohrde e Hohenferchesar.
Il 1º gennaio 2008 venne aggregata alla città di Havelsee la frazione di Marzahne, fino ad allora appartenente al comune di Beetzsee.

## Geografia antropica

### Suddivisioni amministrative
La città di Havelsee è suddivisa nelle frazioni (Ortsteil) di Briest, Fohrde, Hohenferchesar, Marzahne e Pritzerbe, e comprende le località abitate (Bewohnter Gemeindeteil) di Kützkow, Seelensdorf e Tieckow e i nuclei abitati (Wohnplatz) di Bruderhof, Heidehof, Kaltenhausen, Kolonie Tieckow, Krahnepuhl e Rote Ziegelei.